# Keisuke Naito
Keisuke Naito (内藤 圭佑 Naito Keisuke?, nacido el 11 de agosto de 1987 en Hiroshima) es un futbolista japonés que se desempeña como guardameta.

## Trayectoria

### Clubes
| Club                | País  | Año         |
| ------------------- | ----- | ----------- |
| Kataller Toyama     | Japón | 2010 - 2011 |
| Thespakusatsu Gunma | Japón | 2012 - 2014 |
| FC Machida Zelvia   | Japón | 2015 - 2016 |
| Tokyo Verdy         | Japón | 2017        |

## Estadística de carrera

### J. League
| Club              | Año   | J. League | J. League | Copa J. League | Copa J. League | Total | Total |
| Club              | Año   | Part.     | Goles     | Part.          | Goles          | Part. | Goles |
| ----------------- | ----- | --------- | --------- | -------------- | -------------- | ----- | ----- |
| Kataller Toyama   | 2010  | 3         | 0         | -              | -              | 3     | 0     |
| Kataller Toyama   | 2011  | 14        | 0         | -              | -              | 14    | 0     |
| Kataller Toyama   | 2012  | 2         | 0         | -              | -              | 2     | 0     |
| Kataller Toyama   | 2013  | 10        | 0         | -              | -              | 10    | 0     |
| Kataller Toyama   | 2014  | 14        | 0         | -              | -              | 14    | 0     |
| FC Machida Zelvia | 2015  | 0         | 0         | -              | -              | 0     | 0     |
| FC Machida Zelvia | 2016  | 0         | 0         | -              | -              | 0     | 0     |
| Tokyo Verdy       | 2017  | 0         | 0         | -              | -              | 0     | 0     |
| Total             | Total | 43        | 0         | 0              | 0              | 43    | 0     |